# 仙台駅前開発ビル
仙台駅前開発ビル（せんだいえきまえかいはつビル）は、宮城県仙台市青葉区中央にある商業ビル。「ams西武仙台店」を核テナントとして開業したが、のちに撤退。後継テナントとして「仙台ロフト」が出店している。

## 概要
12棟からなる老朽化した建築物の建て替えと高度利用化を目的に、再開発事業化。住友商事が事業推進協力者として参画した。再開発ビルの建設に伴い、ペデストリアンデッキの整備も同時に行われている。事業費は44.9億円。

### 核テナント
ams西武仙台店
緑屋が再建策の一つとして、仙台駅前店、仙台名掛丁店、仙台東一番丁店の3店を閉鎖し、仙台駅前開発ビルに核テナントとして「ams西武仙台店」を開業した。1977年の計画では婦人服、紳士服、家具、雑貨、スポーツ用品を中心に9,906㎡の運営を行う予定でいたが、1979年8月に仙台商調協は、再開発ビルの物販面積を20%削減、核テナントである緑屋は30%削減するということで結審した。
物販面積が約6,710㎡ほどに圧縮されたため、ams西武仙台店は「ファッション・コミュニティ・ストア」と位置づけ、若者をターゲットにしてファッション性の高い商品を中心に品揃えが行われ、5階には西武百貨店の国際的なブランドが導入された。また、建物も田中一光、石井幹子のコンビで、白い外壁が夜にはアップライトを利用して7色の壁になるよう工夫された。
運営は西武クレジットが小売業を整理するに伴って、1992年に西武百貨店に移管。ピーク時の1990年には168億円の売上があったが、2000年代に入り、売上が低迷。西武百貨店の経営再建の一環で、2003年8月10日を以って閉店した。
仙台ロフト
2003年12月3日、後継テナントとして「仙台ロフト」が出店。売場面積は約7,300㎡。直営売場（2～5階）に加え、物販・サービス・飲食の店舗が導入された。

## 沿革
- 1980年5月1日 - 中央一丁目第一地区第一種市街地再開発事業として着工[2]。
- 1982年
  - 1月31日 - 仙台駅前開発ビル竣工[2]。
  - 4月15日 - 核テナントとしてams西武仙台店が入居し、開業。
- 1987年7月15日 - 仙台市地下鉄南北線開業に伴い、仙台駅中央1出口と直結。
- 2003年
  - 8月10日 - ams西武仙台店閉店。
  - 12月3日 - 後継テナントとして、ロフトが開業[8]。